# Cloniophorus mucheia ikelengensis
Cloniophorus mucheia ikelengensis es una subespecie de escarabajo longicornio del género Cloniophorus, tribu Callichromatini, subfamilia Cerambycinae. Fue descrita científicamente por Juhel en 2018.

## Descripción
Mide 18-22 milímetros de longitud.

## Distribución
Se distribuye por Zambia.